# La Repubblica
La Repubblica (italienisch die Republik) ist eine der bedeutendsten italienischen Tageszeitungen. Sie wird von der GEDI Gruppo Editoriale herausgegeben und wird neben dem Corriere della Sera zu den beiden großen Leitmedien des Landes gerechnet.
Die durchschnittliche Tagesauflage lag im Jahr 2020 bei 210.427 Exemplaren. Die Repubblica erscheint mit bis zu 96 Seiten durchgehend in Farbe, sie umfasst ebenso sieben wöchentliche Beilagen. Neben der landesübergreifenden Auflage gibt die Zeitung auch zehn regionale Ausgaben mit bis zu 32 Seiten Umfang heraus, die für Rom, Mailand, Turin, Bologna, Genua, Florenz, Neapel, Palermo, Parma und Bari erscheinen.

## Geschichte
Das Blatt wurde am 14. Januar 1976 in Rom durch die Mondadori- und Espresso-Gruppe unter Eugenio Scalfari und Carlo Caracciolo gegründet. Scalfari leitete die Zeitung bis 1996. Die mediale Berichterstattung der Repubblica gilt seitdem als gemäßigt links.
Ab 1980 erhöhte Carlo De Benedetti seinen Aktienanteil am herausgebenden Verlagshaus von Carlo Caracciolo und Eugenio Scalfari (GEDI Gruppo Editoriale) stetig, bis ihm die beiden bisherigen Mehrheitsaktionäre 1989 auch ihre Aktienpakete verkauften. In der als 'Guerra di Segrate' bekannten gerichtlichen Auseinandersetzung mit Silvio Berlusconi wurde diesem zwar 1991 die Mehrheit am Verlagshaus Mondadori überschrieben, doch ihm wurde verunmöglicht, Anteile am Verlagshaus (GEL'E) und somit an der Zeitung 'La Repubblica' zu übernehmen.
Im Jahr 2009 wurde die Repubblica im Zuge zahlreicher Veröffentlichungen rund um die Affären von Silvio Berlusconi (Premierminister – mit Unterbrechungen – von 1994 bis November 2011) von Berlusconi stark kritisiert. Repubblica forderte Berlusconi via Internetseite und Printausgabe wiederholt auf, zehn Fragen in Bezug auf sein Verhältnis zu der 18-jährigen Noemi Letizia zu beantworten.
La Repubblica ist Gründungsmitglied der Leading European Newspaper Alliance (LENA), in der sie mit den Tageszeitungen Die Welt, El País (Spanien), Le Figaro (Frankreich), Le Soir (Belgien) sowie den Schweizer Titeln Tages-Anzeiger und Tribune de Genève in der internationalen Berichterstattung redaktionell zusammenarbeitet.
Im Dezember 2019 kaufte die Unternehmerfamilie Agnelli La Repubblica und kündigte unternehmerische Eingriffe an. Im April 2020 wurde Chefredakteur Carlo Verdelli entlassen, woraufhin die Redaktion in den Streik trat, weshalb die Zeitung am 24. April 2020 nicht erscheinen konnte.